# Günter Dreyer
Pour les articles homonymes, voir Dreyer.
Günter Dreyer (né le 5 octobre 1943 à Cappeln (Basse-Saxe) et mort le 12 mars 2019 est un égyptologue et archéologue allemand, directeur au Caire de l'Institut allemand d'archéologie (Deutsches Archäologisches Institut - DAI) de 1998 à 2008.

## Biographie
Né en 1943, Günter Dreyer étudie de 1969 à 1971, tout en étant assistant laborantin, à l'université de Hambourg, l'assyriologie, l'égyptologie et l'archéologie biblique, puis de 1971 à 1978 à l'université libre de Berlin, l'égyptologie, l'assyriologie et l'archéologie du Proche-Orient. Au cours de ses études, il participe à des fouilles à Tell Kāmid el-Lōz au Liban, dans le temple funéraire de Séthi Ier à Gournah et dans l'île Éléphantine. Il présente sa thèse et obtient son Philosophiæ doctor en 1978.
Entre 1978 et 1987, Dreyer est conférencier à l'Institut archéologique allemand au Caire et participe à des fouilles sur l'île Éléphantine, dans le Wadi Garawi et Abydos.
En 1987, il reçoit une bourse postdoctorale de la fondation allemande de recherche, et enseigne à l'université libre de Berlin. En 1988, il participe à la découverte et à l'analyse d'une tombe jusqu'alors inconnue sur le site d'Abydos qui, par les inscriptions relevées, utilisant un système mêlant signes phonétiques et symboliques, permettant de remonter dans l'histoire des hiéroglyphes, et faisant émerger également une dynastie antérieure à la Ire dynastie de la période thinite. C'est ce qu'on a appelé la dynastie zéro. Cette sépulture est celle d'un roi que l'archéologue a baptisé le roi Scorpion. Sur de nombreuses poteries, un scorpion est représenté, et une plante ; Günter Dreyer en a déduit qu'il s'agissait de l'appellation d'un roi accolé au symbole d'un domaine agricole : « C'est à ma connaissance le premier exemple d'un système hiéroglyphique primitif. Il s'agit de noms de lieu indiquant la provenance des denrées contenues dans les poteries destinées à accompagner le pharaon dans la mort ».
En octobre 1989, il est nommé directeur adjoint de l'Institut archéologique allemand au Caire où il est responsable des publications et prend également en charge la gestion des fouilles à Abydos,.
En plus de la poursuite des travaux à Abydos, il mène des fouilles à Gizeh (2002-2003) et dans les tombes royales de la IIe dynastie à Saqqarah (depuis 2002).
En 2008, il prend sa retraite, son successeur est Stephen John Mayer Seidl.
Il meurt en 2019.

## Publications
- (de) Günter Dreyer, Elephantine VIII. Der Tempel der Satet I. Die Funde der Frühzeit und des Alten Reiches, Mayence, Éditions Philipp von Zabern, coll. « Archäologische Veröffentlichungen » (no 39), 1986, 216 p. (ISBN 978-3-805-30501-3) ;
- (de) Günter Dreyer, Umm el-Qaab I. Das prädynastische Königsgrab U-j und seine frühen Schriftzeugnisse, Mayence, Harrassowitz Verlag, coll. « Archäologischen Veröffentlichungen » (no 86), 1998, 195 p. (ISBN 978-3-805-32486-1) ;
- (de) Sous la direction de Daniel Polz, Begegnung mit der Vergangenheit. 100 Jahre in Ägypten. Deutsches Archäologisches Institut Kairo. 1907–2007, 2007.

### Articles
Sélection d'articles notables :
- (de) Günter Dreyer et Werner Kaiser, « Zu den kleinen Stufenpyramiden Ober- und Mittelägyptens », MDAIK, no 36,‎ 1980, p. 453-59 ;
- (de) Günter Dreyer et Nabil Swelim, « Die kleinen Stufenpyramiden von Abydos-Süd (Sinki), Grabungsbericht », MDAIK, no 38,‎ 1982, p. 83-93 ;
- (de) Günter Dreyer, « Ein Siegel der frühzeitlichen Königsnekropole von Abydos », MDAIK, no 43,‎ 1987, p. 33-44 ;
- (de) Günter Dreyer, « Zur Rekonstruktion der Oberbauten der Königsgräber der 1. Dynastie in Abydos », MDAIK, no 47,‎ 1991, p. 93-104 ;
- (de) Günter Dreyer, « Die Datierung der Min-Statuen aus Koptos, in: Kunst des Alten Reiches », SDAIK, no 28,‎ 1991, p. 49-56 ;
- (de) Günter Dreyer, « Narmerpalette und Städtepalette - die Unterwerfung des Deltas », ASAE, no 34,‎ 2005, p. 253-261 ;
- (de) Günter Dreyer, « Wer war Menes? », ASAE, no 36,‎ 2007, p. 221-230.

Série d'articles décrivant les fouilles menées par Günter Dreyer et son équipe dans la nécropole d'Oumm el-Qa'ab :
- (de) Werner Kaiser et Günter Dreyer, « Umm el-Qaab. Nachuntersuchungen im frühzeitlichen Königsfriedhof. 2. Vorbericht », MDAIK, no 38,‎ 1983, p. 211-269 ;
- (de) Günter Dreyer, Joachim Boessnek, Angela von den Driesch et Stefan Klug, « Umm el-Qaab : Nachuntersuchungen im frühzeitlichen Königsfriedhof. 3./4. Vorbericht », MDAIK, no 46,‎ 1991, p. 53-90 ;
- (de) Günter Dreyer, Ulrich Hartung et Frauke Pumpenmeier, « Umm el-Qaab : Nachuntersuchungen im frühzeitlichen Königsfriedhof. 5./6. Vorbericht », MDAIK, no 49,‎ 1993, p. 23-62 ;
- (de) Günter Dreyer, Evamaria Engel, Ulrich Hartung, Thomas Hikade, E. Christiana Köhler, Frauke Pumpenmeier, Angela von den Driesch et Joris Peter, « Umm el-Qaab : Nachuntersuchungen im frühzeitlichen Königsfriedhof. 7./8. Vorbericht », MDAIK, no 52,‎ 1996, p. 11-81 ;
- (de) Günter Dreyer, Ulrich Hartung, Thomas Hikade, E. Christiana Köhler, Vera Müller et Frauke Pumpenmeier, « Umm el-Qaab : Nachuntersuchungen im frühzeitlichen Königsfriedhof. 9./10. Vorbericht », MDAIK, no 54,‎ 1998, p. 77-175 ;
- (de) Günter Dreyer, Angela von den Driesch, Evamaria Engel, Rita Hartmann, Ulrich Hartung, Thomas Hikade, Vera Müller et Joris Peter, « Umm el-Qaab : Nachuntersuchungen im frühzeitlichen Königsfriedhof. 11./12. Vorbericht », MDAIK, no 56,‎ 2000, p. 43-143 ;
- (de) Günter Dreyer, Rita Hartmann, Ulrich Hartung, Thomas Hikadem, Heidi Köpp-Junk, Claudia M. Lacher-Raschdorff, Vera Müller, Nerlich, Andreas et Albert Zink, « Umm el-Qaab : Nachuntersuchungen im frühzeitlichen Königsfriedhof. 13./14./15. Vorbericht », MDAIK, no 59,‎ 2003, p. 67-138 ;
- (de) Günter Dreyer, Andreas Effland, Ute Effland, Evamaria Engel, Rita Hartmann, Ulrich Hartung, Claudia M. Lacher-Raschdorff, Vera Müller et Alexander Pokorny, « Umm el-Qaab : Nachuntersuchungen im frühzeitlichen Königsfriedhof. 16./17./18. Vorbericht », MDAIK, no 62,‎ 2006, p. 67-129 ;
- (de) Günter Dreyer, Anke Ilona Blöbaum, Evamaria Engel, Heidi Köpp-Junk et Vera Müller, « Umm el-Qaab : Nachuntersuchungen im frühzeitlichen Königsfriedhof. 19./20./21. Vorbericht », MDAIK, no 67,‎ 2011, p. 53-92 ;
- (de) Günter Dreyer, Evamaria Engel et Rita Hartmann, « Umm el-Qaab : Nachuntersuchungen im frühzeitlichen Königsfriedhof. 22./23./24. Vorbericht », MDAIK, no 69,‎ 2013, p. 17-71 ;
- (de) Günter Dreyer, Evamaria Engel et Rita Seidemann, « Umm el-Qaab : Nachuntersuchungen im frühzeitlichen Königsfriedhof. 25./26./27. Vorbericht », MDAIK, no 73,‎ 2017, p. 15-104.

Série d'articles décrivant les fouilles menées par Günter Dreyer, Werner Kaiser et leur équipe dans la nécropole l'ancienne ville d'Éléphantine, et auxquels Dreyer a été auteur principal ou contributeur :
- (de) Werner Kaiser et Günter Dreyer, « Stadt und Tempel von Elephantine. 5. Bericht. II. Satettempel: Felsnische », MDAIK, no 31,‎ 1975, p. 39-84 ;
- (de) Werner Kaiser, Günter Dreyer, R. Gempeller et R. Grossmann, « Stadt und Tempel von Elephantine. 6. Bericht. II. Satettempel: Felsnische », MDAIK, no 32,‎ 1976, p. 67-112 ;
- (de) Werner Kaiser, Günter Dreyer, R. Gempeller et R. Grossmann, « Stadt und Tempel von Elephantine. 7. Bericht. II. Satettempel: Die ältere Entwicklung », MDAIK,‎ 1977, p. 63-100 ;
- (de) Werner Kaiser, Günter Dreyer, R. Grossman et W. Mayer, « Stadt und Tempel von Elephantine. 8. Bericht. I. Satettempel: Ptolemäische Vorhalle; II. Satettemple: Die Bebauung des Alten Reiches im Vorbereich; V. Frühhe Stadtmauer und Tor südwestlich des Chnumtempels; VII. Nordweststadt; Stufenpyramide; IX. Nordweststadt: Stadtmauer », MDAIK, no 36,‎ 1980, p. 245-291 ;
- (de) Werner Kaiser, Günter Dreyer, Robert Aliva et Horst Jaritz, « Stadt und Tempel von Elephantine. 9./10. Bericht. II. Wirtschafts- und Wohnbauten des frühen Satettempels », MDAIK, no 38,‎ 1982, p. 271-345 ;
- (de) Werner Kaiser, Günter Dreyer et Robert Aliva, « Stadt und Tempel von Elephantine. 11./12. Grabungsbericht », MDAIK, no 40,‎ 1984, p. 169-205 ;
- (de) Werner Kaiser, Günter Dreyer et Horst Jaritz, « Stadt und Tempel von Elephantine. 13./14. Grabungsbericht », MDAIK, no 43,‎ 1987, p. 75-114 ;
- (de) Werner Kaiser, Günter Dreyer et Horst Jaritz, « Stadt und Tempel von Elephantine. 15./16. Grabungsbericht », MDAIK, no 44,‎ 1988, p. 135-182 ;
- (de) Günter Dreyer, Hans-Werner Fischer-Elfert, Christian Heitz et Anne Klammt, « Stadt und Tempel von Elephantine. 28./29./30. Grabungsbericht », MDAIK, no 58,‎ 2002, p. 157-225 ;
- (de) Günter Dreyer, Martin Bommas, Julia Budka et Ruth Duttenhöfer, « Stadt und Tempel von Elephantine. 31./32. Grabungsbericht », MDAIK, no 61,‎ 2005, p. 13-138 ;
- (de) Günter Dreyer, Felix Arnold, Julia Budka et Detlef Franke, « Stadt und Tempel von Elephantine. 33./34./35. Grabungsbericht », MDAIK, no 64,‎ 2008, p. 63-151.